# Île Puná
Pour les articles homonymes, voir Puna (homonymie).
L'île Puná, en espagnol Isla Puná, est la plus grande île de l'Équateur hors îles Galápagos. Elle est située dans l'océan Pacifique, à l'entrée du golfe de Guayaquil, au sud de l’embouchure du fleuve Guayas. Son relief peu marqué est constitué de collines d'origine volcanique à l'intérieur des terres tandis que son littoral est bas, sablonneux et aménagé dans le sud, l'est et le nord pour l'élevage de crevettes avec de nombreux bassins.

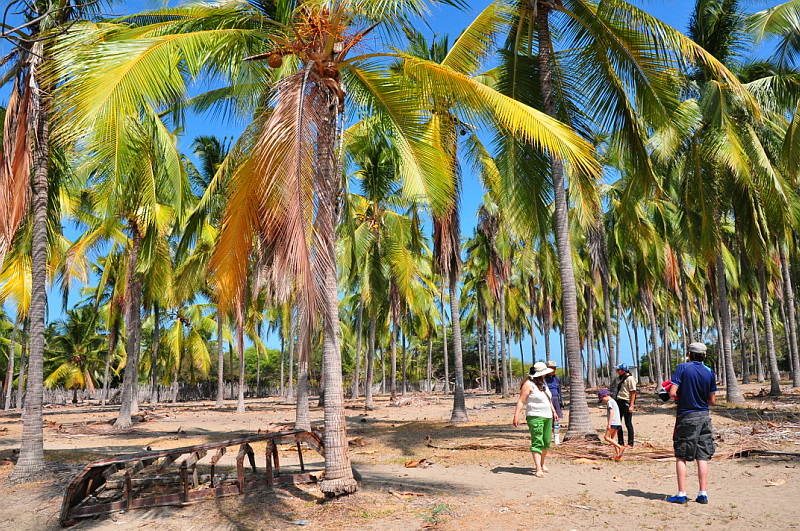
Palmiers à l'île Puná.

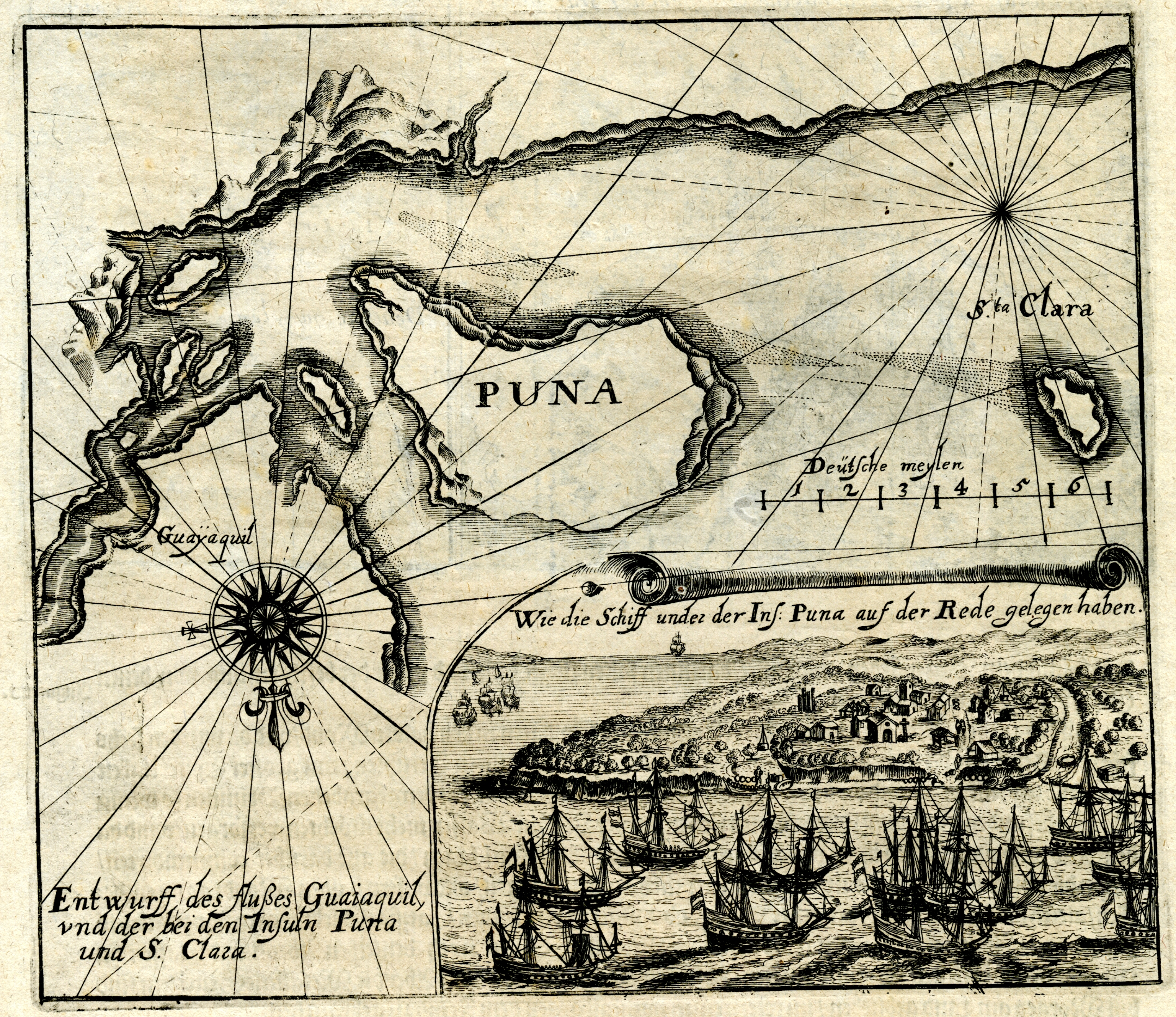
Carte du golfe de Guayaquil par Jacques L'Hermite vers 1630 avec l'île Puná.

## Personnalités
- Vicente Valverde, missionnaire assassiné en 1541 par les indigènes de l'île.